# Breitenberg (Tannheimer Berge)
Der Breitenberg ist ein 1838 m ü. NHN hoher Berg in den Tannheimer Bergen der Allgäuer Alpen. Er liegt in der Gemeinde Pfronten im Landkreis Ostallgäu des deutschen Bundeslandes Bayern.

## Lage und Umgebung
Der Breitenberg gehört zum bayerischen Teil der Tannheimer Berge. Geologisch besteht er zum größten Teil aus dem Kalkstein des Hauptdolomits. Die Schartenhöhe des Breitenbergs beträgt mindestens 198 Meter, seine Dominanz 1,2 Kilometer, wobei der Aggenstein jeweils Referenzberg ist. Auf Grund seiner leichten Erreichbarkeit ist er ein beliebtes Ausflugsziel, das auch mit einer Seilbahn von Pfronten aus erreicht werden kann. Im Bereich des Gipfels steht der bewirtschaftete Berggasthof Ostlerhütte. Die Bergstation der Seilbahn ist Ausgangspunkt für die Besteigung des 1.985 Meter hohen Aggensteins. Im Winter bietet er Möglichkeiten zum Skilauf, wobei neben der Gondelbahn noch ein Sessellift und vier Schlepplifte betrieben werden.

## Bergbahnen
Auf den Breitenberg führt die Breitenbergbahn. Die 2005 Meter lange 4-er Gondelbahn überwindet einen Höhenunterschied von 656 Metern und wurde 1993 erbaut. Die Talstation befindet sich auf einer Höhe von 845 Metern; die Bergstation liegt auf etwa 1501 m.

Nahe der Bergstation der Breitenbergbahn befindet sich die Talstation der Hochalpbahn. Dabei handelt es sich um einen 2004 von der Firma Leitner AG erbauten 4-er Sessellift, dessen Bergstation auf einer Höhe von 1677 m liegt. Die Länge der Sesselbahn beträgt 784 Meter. Unterhalb der Talstation der Hochalpbahn liegt auf 1510 Metern die bewirtschaftete Hochalphütte.

## Gleitschirmfliegen am Breitenberg
Am Breitenberg gibt es vier Startplätze für Gleitschirmflieger: Den Brandplatz etwa 10 Gehminuten oberhalb der Mittelstation, vorbei an der Hochalp-Hütte, den Nordstartplatz etwa 3 Gehminuten weiter bergaufwärts entlang des Wanderweges, das Kesselmoos etwa 5 Gehminuten bergabwärts von der Gipfelstation der Hochalpbahn aus sowie das Engerle, von der Gipfelstation der Hochalpbahn aus etwa 15 Gehminuten bergaufwärts Richtung Ostlerhütte.
Der Landeplatz liegt 500 m südwestlich der Talstation.
Größter örtlicher Gleitschirmflieger-Verein ist der Ostallgäuer Gleitschirmflieger e. V., auf dessen Website man sowohl für Gastflieger als auch für Nichtflieger jeweils eine Frage-und-Antwort-Seite findet.

## Sendeanlagen
Auf der Bergstation der Breitenbergbahn steht mit dem Sender Pfronten ein Füllsender für analogen und digitalen Rundfunk (Bayerischer Rundfunk, Antenne Bayern, Deutschlandfunk sowie DAB), der die Gebiete Pfronten, Füssen und Schwangau versorgt.

### Analoges Radio (UKW)
Beim Antennendiagramm sind im Falle gerichteter Strahlung die Hauptstrahlrichtungen in Grad angegeben.
| Frequenz (MHz) | Programm        | RDS PS            | RDS PI               | Regionalisierung | ERP (kW) | Antennendiagramm rund (ND)/gerichtet (D) | Polarisation horizontal (H)/vertikal (V) |
| -------------- | --------------- | ----------------- | -------------------- | ---------------- | -------- | ---------------------------------------- | ---------------------------------------- |
| 92,3           | Bayern 1        | B1_Schw_ BAYERN_1 | D911 (regional) D311 | Schwaben         | 0,05     | D                                        | H                                        |
| 89,1           | Bayern 2        | Bayern_2          | D312                 | -                | 0,05     | D                                        | H                                        |
| 93,5           | Bayern 3        | BAYERN_3          | D313                 | –                | 0,05     | D                                        | H                                        |
| 102,4          | BR-Klassik      | BR-KLASS          | D314                 | –                | 0,05     | D                                        | H                                        |
| 107,8          | BR24            | BR24____          | D315                 | –                | 0,05     | D                                        | H                                        |
| 104,7          | Antenne Bayern  | ANTENNE_          | D318                 | –                | 0,05     | D                                        | H                                        |
| 96,5           | Deutschlandfunk | __Dlf___          | D210                 | –                | 0,02     | D                                        | H                                        |

### Digitales Radio (DAB)
DAB wird in vertikaler Polarisation und im Gleichwellenbetrieb mit anderen Sendern ausgestrahlt.
| Block                          | Programme | ERP (in kW) | Antennen- diagramm rund (ND), gerichtet (D) | Gleichwellennetz (SFN) |
| ------------------------------ | --- | ----------- | ------------------------------------------- | --- |
| 8B AllgäuDonauIller (D__00307) | DAB-Block der Bayern Digital Radio - Hitradio RT1 Südschwaben (80 kbps) - Galaxy Allgäu (72 kbps) - Allgäu Hit (96 kbps) - Radio Schwaben (80 kbps) - Donau 3 FM (80 kbps) - Radio 7 (80 kbps) - Fantasy Allgäu (72 kbps) | 2           | D                                           | Augsburg (Welden) (geplant), Balderschwang, Grünten, Kaufbeuren (geplant), Markt Wald, Memmingen, Pfänder (Vorarlberg), Pfronten (Breitenberg), Ulm-Kuhberg |
| 10A Obb/Schw (D__00354)        | DAB-Block der Bayern Digital Radio: - Bayern 1 (Schwaben) (96 kbps) - Bayern 1 (Mainfranken) (96 kbps) - BR24live (64 kbps, Mono) - Radio Teddy (72 kbps) - egoFM (72 kbps) - Arabella Bayern (96 kbps) - Rock Antenne Bayern (72 kbps) - BR EPG (8 kbps Daten) - BR News (8 kbps Daten) | 2           | D                                           | - Oberbayern: Bad Tölz (Gaißach), Berchtesgaden (Jenner), Eichstätt, Fürstenfeldbruck (Schöngeising), Gelbelsee (Ingolstadt), Herzogstand (Fahrenbergkopf), Hochberg (Traunstein), Hohenpeißenberg, Inntal (Ebbs), Isen, München-Freimann, München-Ismaning, München (Olympiaturm), Neuötting, Oberammergau, Pfaffenhofen (Wolfsberg), Reit im Winkl, Untersberg, Tegernseer Tal (Wallberg), Wasserburg am Inn (Koblberg), Wendelstein (Bayrischzell) - Schwaben: Augsburg (Hotelturm), Augsburg (Welden), Balderschwang (Oberberg), Grünten, Hühnerberg, Kaufbeuren (geplant), Markt Wald, Memmingen, Pfänder (Vorarlberg), Pfronten (Breitenberg), Ulm (Kuhberg) |
| 11D Bayern (D__00165)          | DAB-Block des Bayerischen Rundfunks - Bayern 1 (Oberbayern) (96 kbps) - Bayern 1 (Niederbayern/Oberpfalz) (96 kbps) - Bayern 1 (Franken) (96 kbps) - Bayern 2 (96 kbps) - Bayern 3 (96 kbps) - BR-Klassik (144 kbps) - BR24 (72 kbps, Mono) - BR Schlager (96 kbps) - Puls (96 kbps) - BR Heimat (128 kbps) - BR Verkehr (16 kbps, Mono) - Antenne Bayern (80 kbps) - BR EPG (8 kbps Daten) - ARD TPEG (24 kbps) | 2           | D                                           | - Unterfranken: Alzenau (Hahnenkamm), Burgsinn (Main-Spessart), Dettelbach, Ebern, Frammersbach (Sauerberg) (geplant), Gemünden, Hammelburg, Kreuzberg (Rhön), Miltenberg-Wenschdorf, Neustadt am Main, Obernburg am Main, Ostheim (Heidelberg), Pfaffenberg (Aschaffenburg), Schweinfurt (Schonungen), Volkach, Wertheim, Würzburg (Frankenwarte), Zeil am Main - Oberfranken: Bad Steben, Bamberg (Geisberg), Burgwindheim (geplant), Coburg (Eckardtsberg), Hof (Labyrinthberg), Kronach, Kulmbach, Ludwigsstadt (Ebersdorf), Ochsenkopf (Fichtelgebirge), Pegnitz - Mittelfranken: Ansbach (geplant), Büttelberg, Hesselberg, Hersbruck, Nürnberg (Fernmeldeturm), Rothenburg ob der Tauber, Treuchtlingen, Weißenburg - Oberpfalz: Altenstadt, Amberg (Hirschau), Amberg-Süd, Dillberg (Neumarkt), Fuchsmühl, Geigant, Hoher Bogen (Furth im Wald), Hohe Linie (Regensburg), Kallmünz (geplant), Pfreimd, Schönsee (Drechselberg), Weigendorf - Niederbayern: Brotjacklriegel, Deggendorf (Aletsberg), Dingolfing, Einödriegel, Kelheim, Landshut (Altdorf), Mainburg, Mallersdorf-Pfaffenberg, Oberfrauenwald, Passau (Kühberg), Pfarrkirchen, Rattenberg, Rotthalmünster, Viechtach (Weigelsberg) (geplant), Vilsbiburg - Schwaben: Augsburg (Hotelturm), Augsburg (Welden), Balderschwang (Oberberg), Grünten, Hühnerberg (Harburg), Kaufbeuren (geplant), Markt Wald, Memmingen, Pfänder (Vorarlberg), Pfronten (Breitenberg), Ulm (Kuhberg) - Oberbayern: Bad Tölz (Gaißach), Berchtesgaden (Jenner), Eichstätt, Fürstenfeldbruck (Schöngeising), Gelbelsee, Herzogstand (Fahrenbergkopf), Hochberg (Traunstein), Hohenpeißenberg, Inntal (Ebbs), Isen, München-Freimann, München-Ismaning, München (Olympiaturm), Neuötting, Oberammergau (Laber), Pfaffenhofen (Wolfsberg), Pfaffenhofen (BR), Reit im Winkl, Untersberg (Salzburg), Tegernseer Tal (Wallberg), Wasserburg am Inn (Koblberg), Wendelstein (Bayrischzell) |

## Galerie

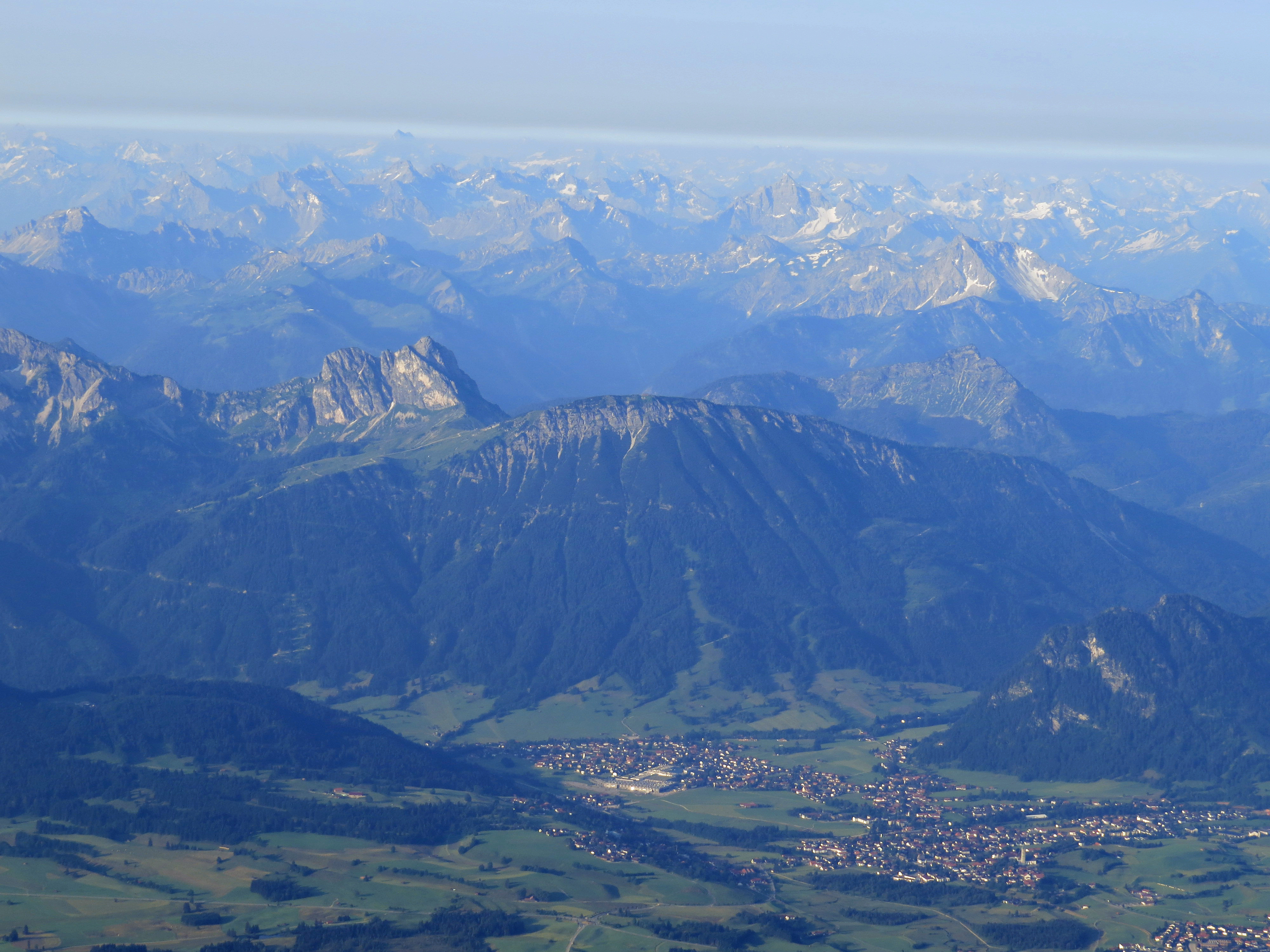
Breitenberg mit Pfronten von Norden
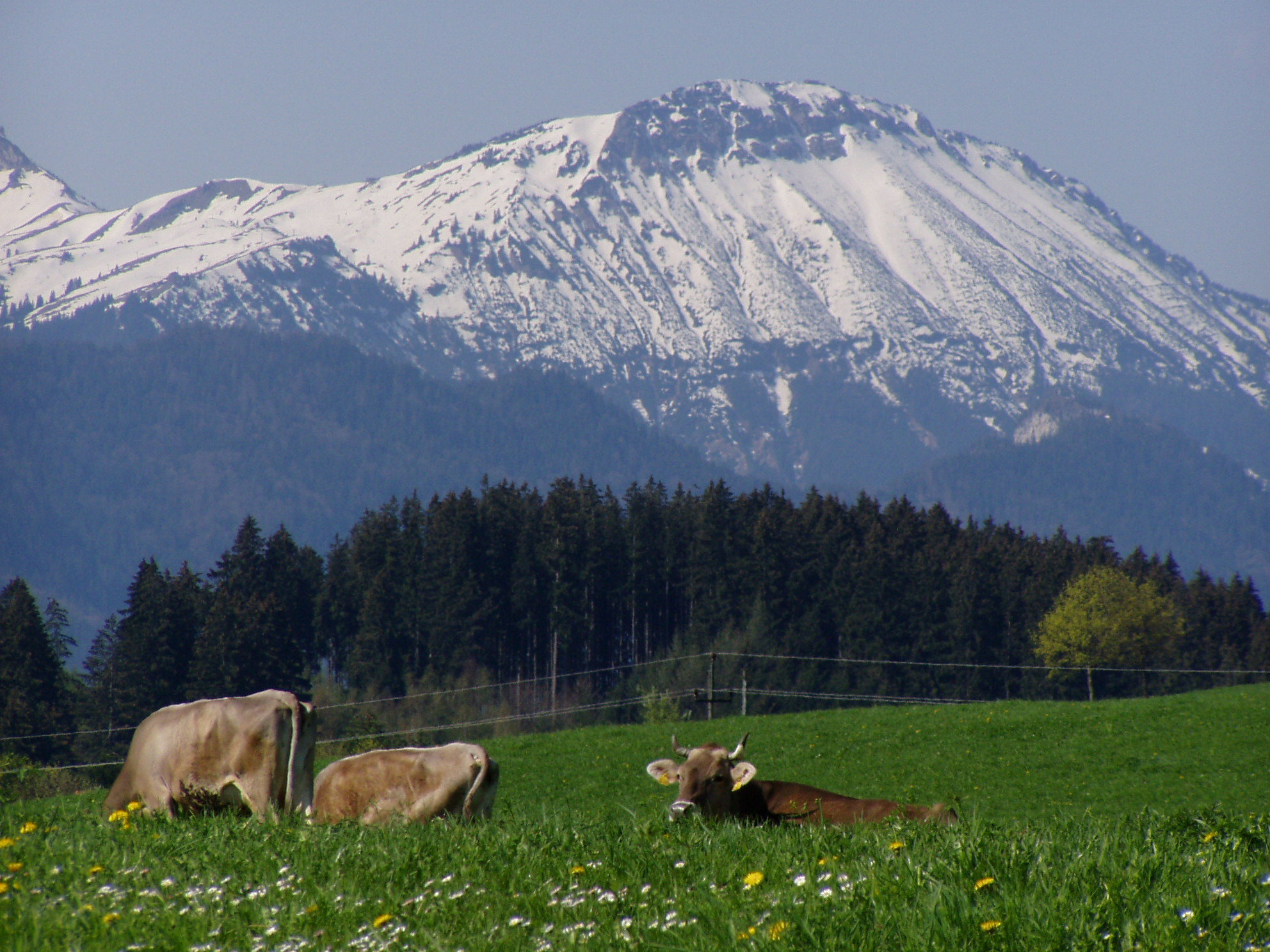
Breitenberg im Frühling
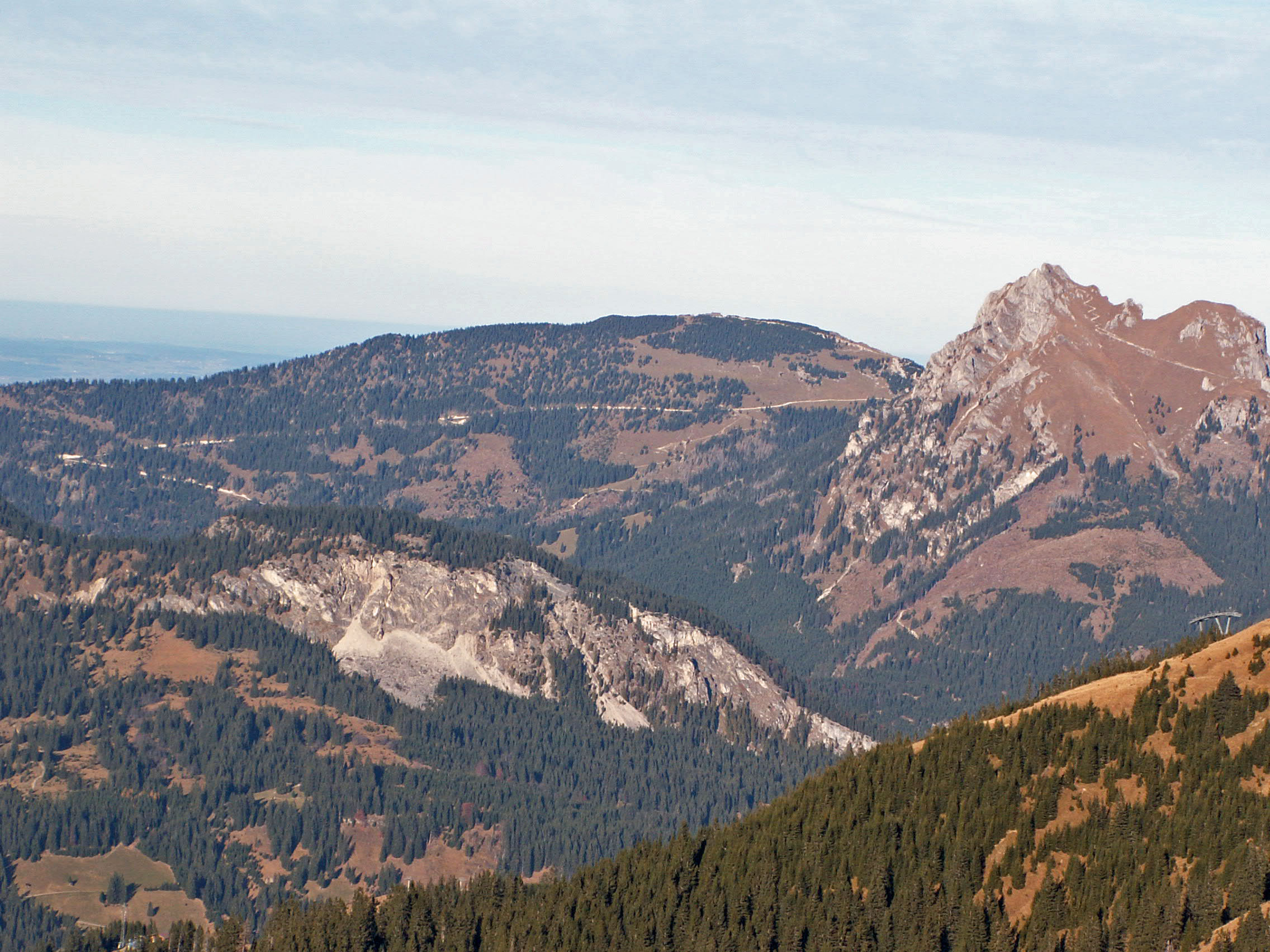
Breitenberg von Süden
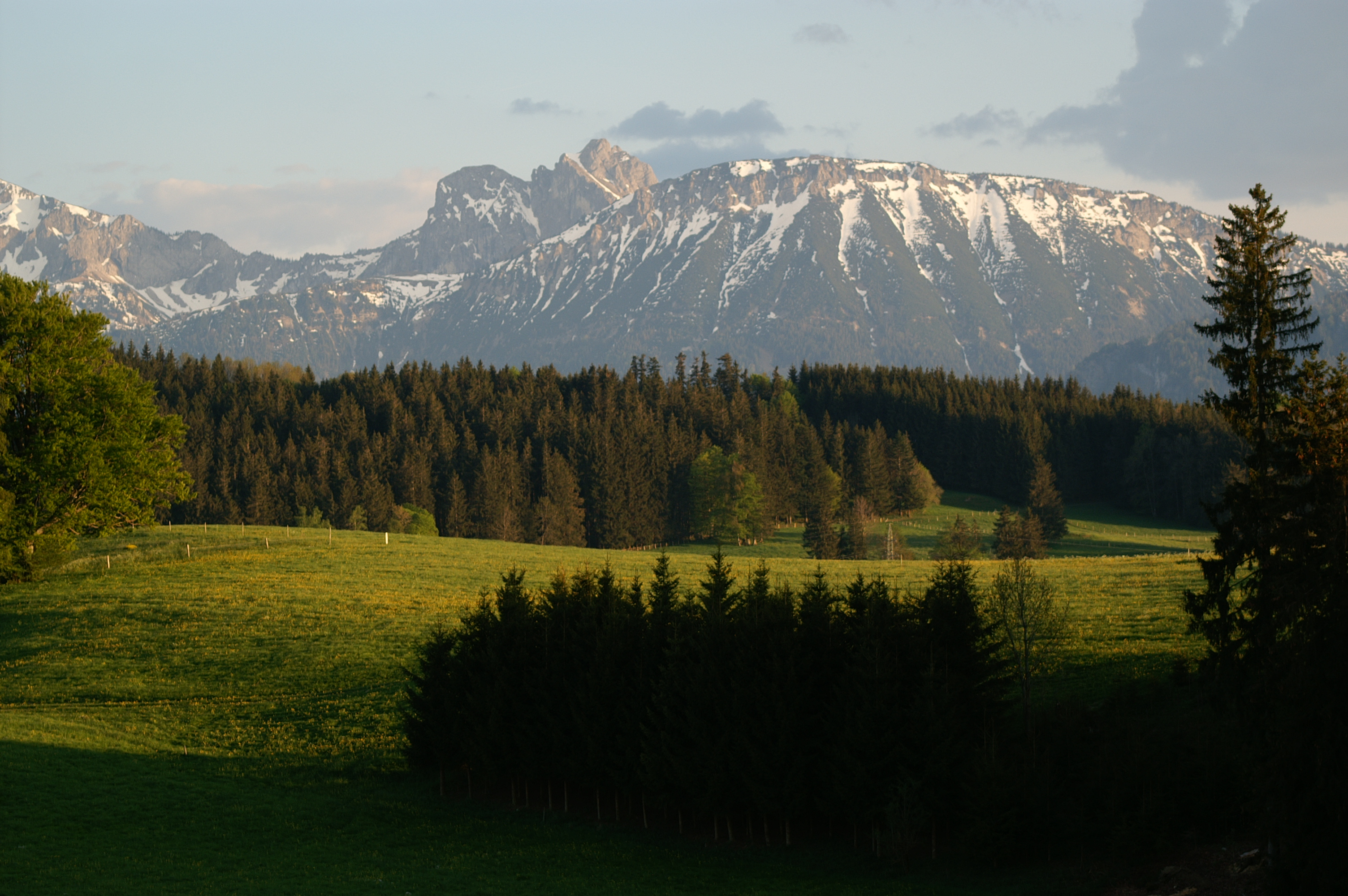
Breitenberg von Norden
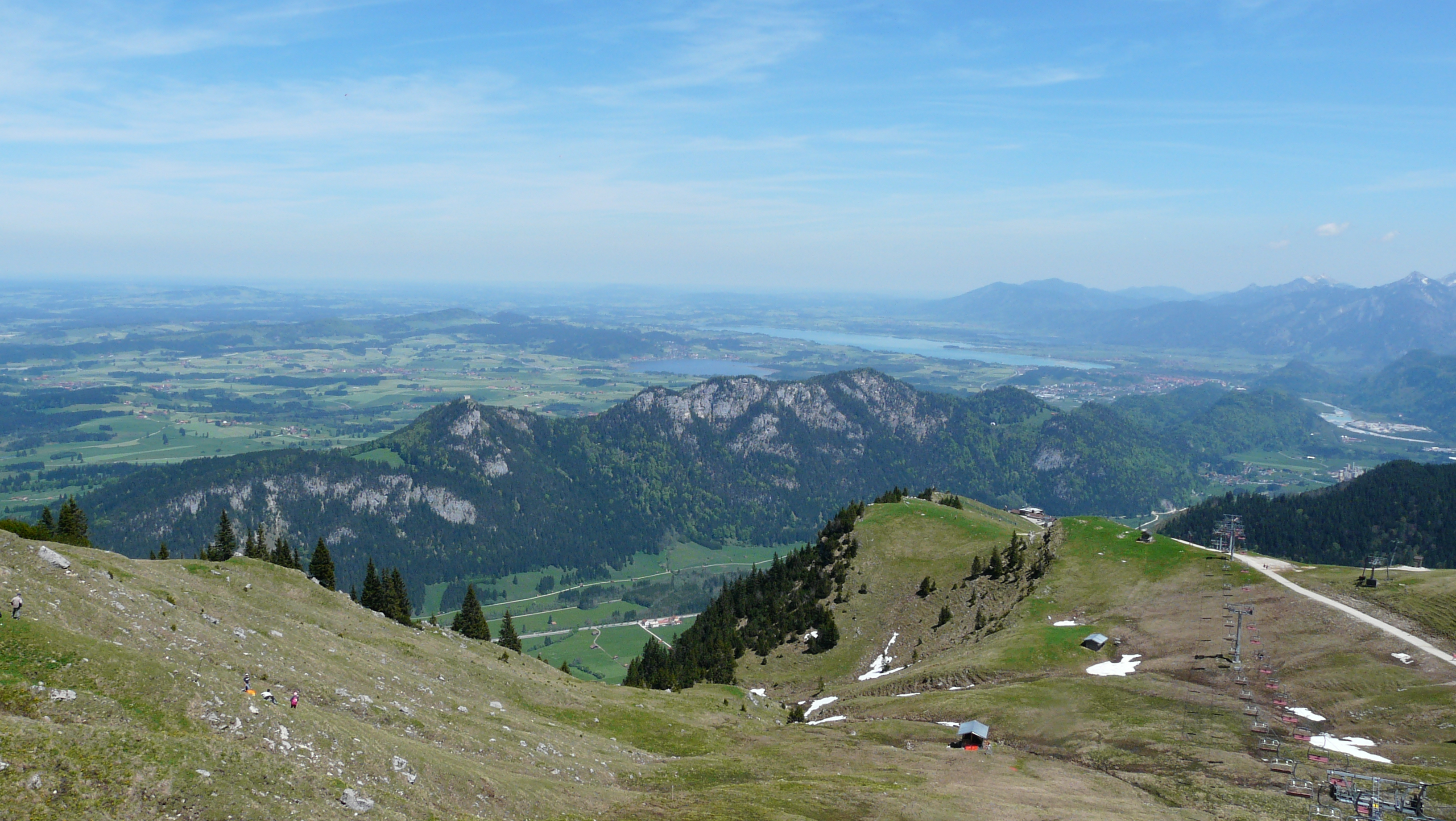
Blick vom Breitenberg nach Nordosten, hinweg über den Falkensteinkamm
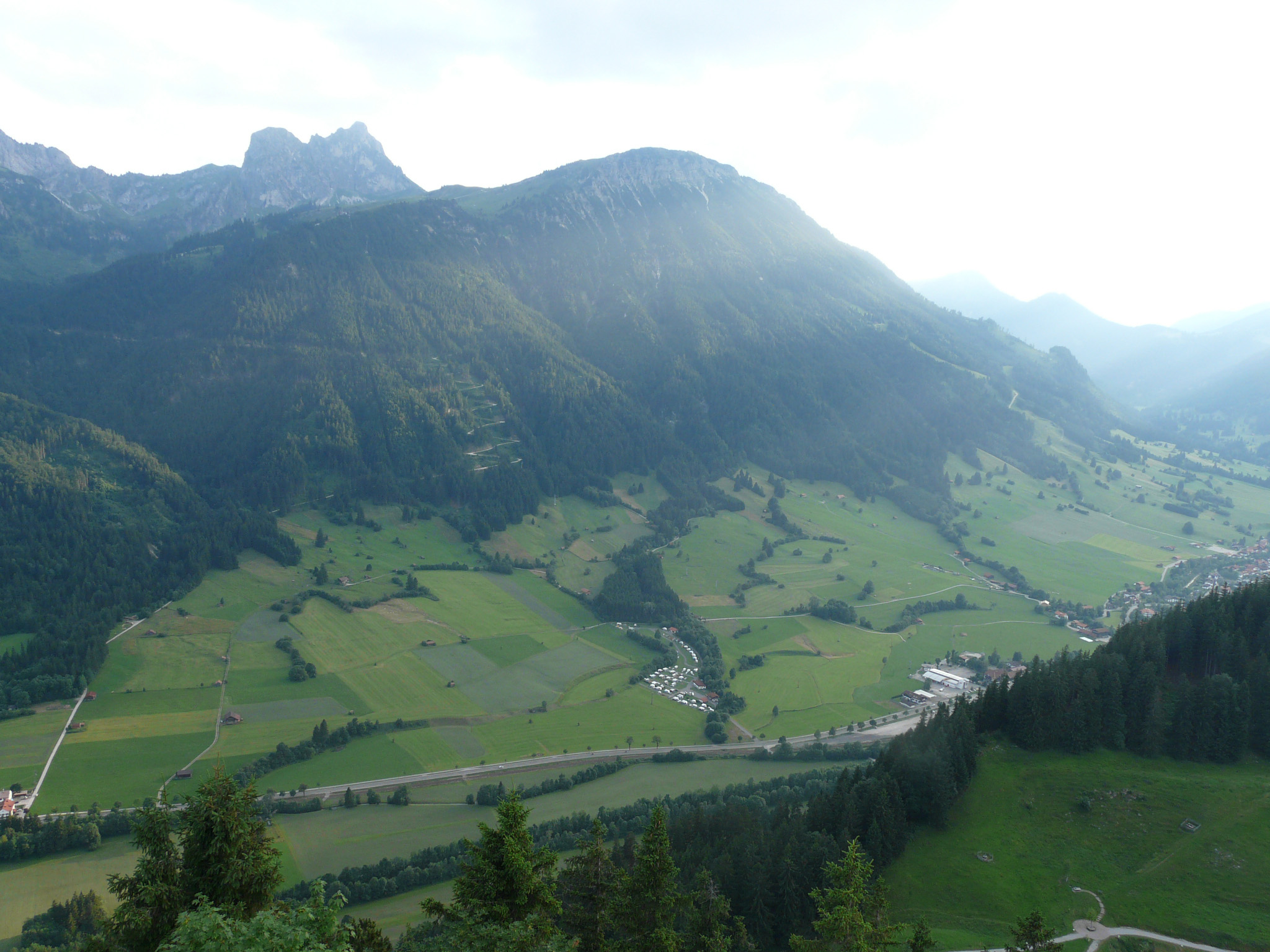
Breitenberg von Osten
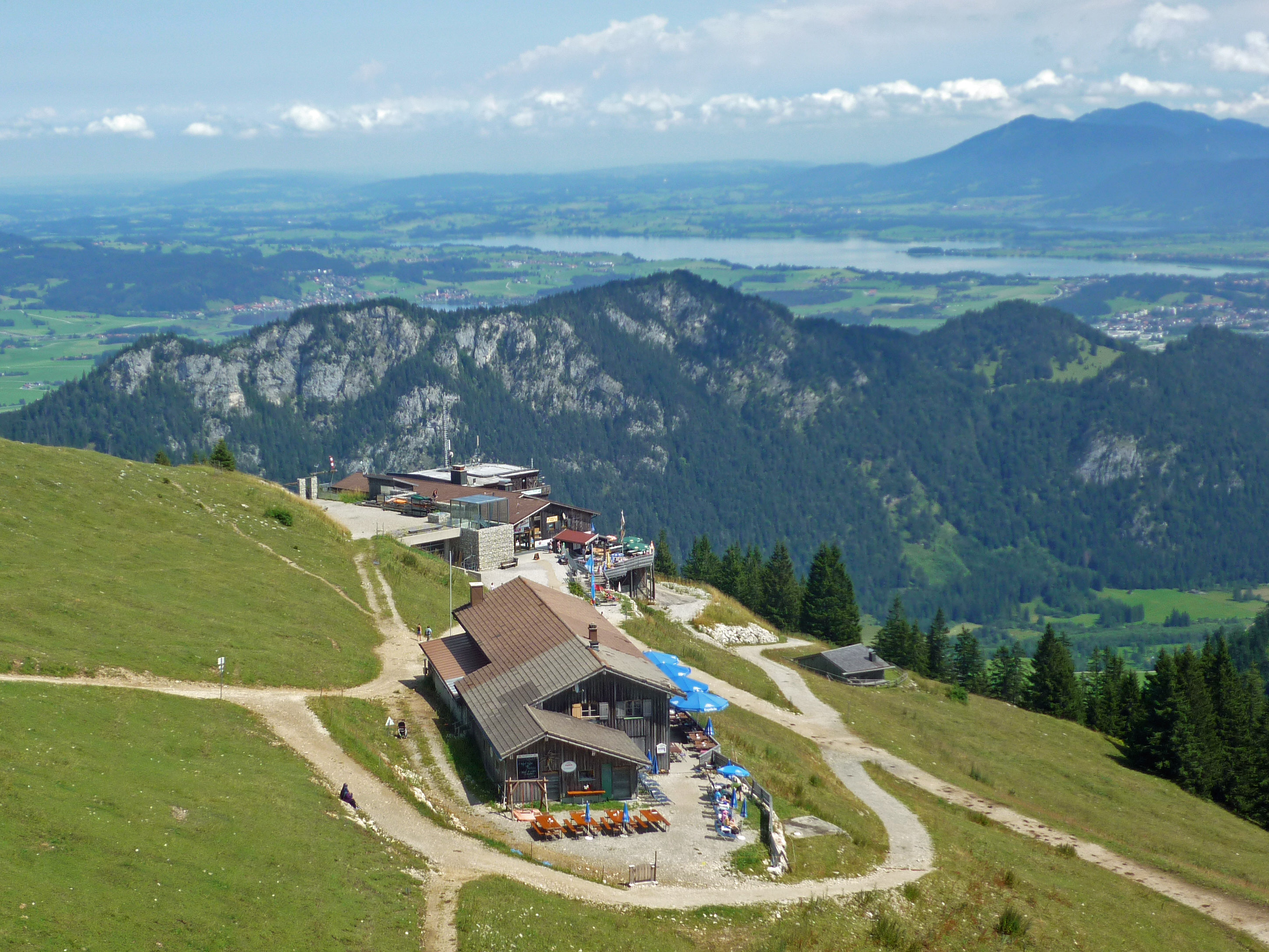
Hochalphütte und Bergstation
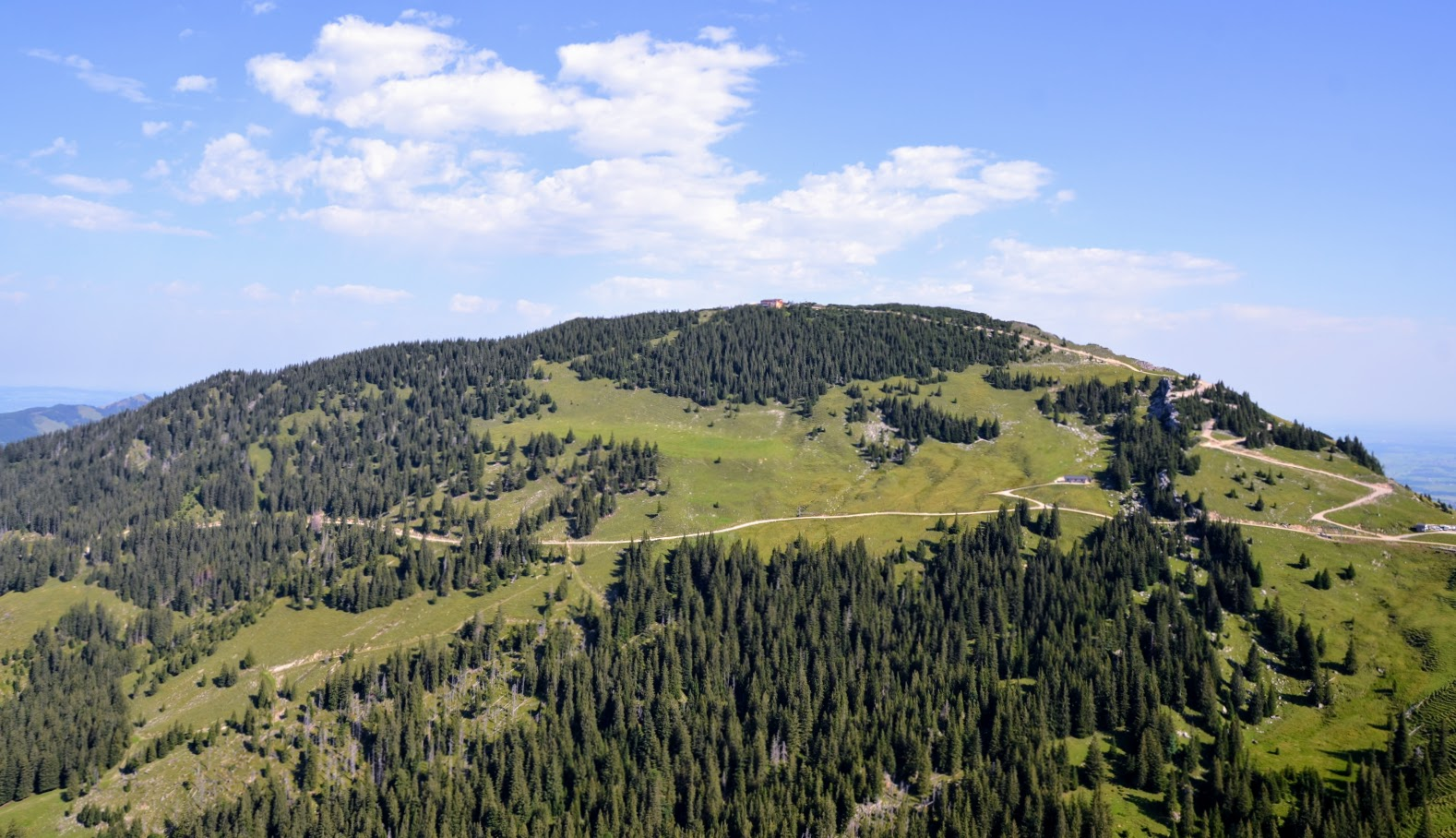
Breitenberg, Blick vom Aggenstein